# Kosárlabda a 2016. évi nyári olimpiai játékokon
A 2016. évi nyári olimpiai játékokon a kosárlabdatornákat augusztus 6. és augusztus 21. között rendezték meg. A férfi és a női tornán is 12 csapat vehetett részt.
Minden csapatot 12 játékos alkothat, így összesen 288 sportoló (144 férfi és 144 nő) vehetett részt a tornákon. Magyarország a kosárlabdában nem szerepelt.

## Eseménynaptár
| 1–5 | A csoportkör fordulói | Nd. | Negyeddöntők | Ed. | Elődöntők | H | Helyosztók |

| aug.  | 6  | 7    | 8  | 9  | 10 | 11 | 12 | 13 | 14 | 15 | 16  | 17  | 18  | 19  | 20 | 21 |
| ----- | -- | ---- | -- | -- | -- | -- | -- | -- | -- | -- | --- | --- | --- | --- | -- | -- |
| Férfi | 1. | 1.   | 2. | 2. | 3. | 3. | 4. | 4. | 5. | 5. |     | Nd. |     | Ed. |    | H  |
| Női   | 1. | 1-2. | 2. | 3. | 3. | 4. | 4. | 5. | 5. |    | Nd. |     | Ed. |     | H  |    |

## Éremtáblázat
(A táblázatokban az egyes számoszlopok legmagasabb értéke vagy értékei vastagítással kiemelve.)
| A 2016. évi nyári olimpiai játékok éremtáblázata kosárlabdában | A 2016. évi nyári olimpiai játékok éremtáblázata kosárlabdában | A 2016. évi nyári olimpiai játékok éremtáblázata kosárlabdában | A 2016. évi nyári olimpiai játékok éremtáblázata kosárlabdában | A 2016. évi nyári olimpiai játékok éremtáblázata kosárlabdában | Olimpia  |
| -------------------------------------------------------------- | -------------------------------------------------------------- | -------------------------------------------------------------- | -------------------------------------------------------------- | -------------------------------------------------------------- | -------- |
|                                                                | Ország                                                         | Arany                                                          | Ezüst                                                          | Bronz                                                          | Összesen |
| 1.                                                             | Egyesült Államok (USA)                                         | 2                                                              | 0                                                              | 0                                                              | 2        |
|                                                                |                                                                |                                                                |                                                                |                                                                |          |
| 2.                                                             | Spanyolország (ESP)                                            | 0                                                              | 1                                                              | 1                                                              | 2        |
| 2.                                                             | Szerbia (SRB)                                                  | 0                                                              | 1                                                              | 1                                                              | 2        |
|                                                                |                                                                |                                                                |                                                                |                                                                |          |
| Összesen                                                       | Összesen                                                       | 2                                                              | 2                                                              | 2                                                              | 6        |

## Érmesek

### Férfi torna
| A 2016. évi nyári olimpiai játékok érmesei férfi kosárlabdában | A 2016. évi nyári olimpiai játékok érmesei férfi kosárlabdában | A 2016. évi nyári olimpiai játékok érmesei férfi kosárlabdában | A 2016. évi nyári olimpiai játékok érmesei férfi kosárlabdában |
| --- | --- | --- | -------------------------------------------------------------- |
| Arany | Ezüst | Bronz |                                                                |
| Egyesült Államok (USA) | Szerbia (SRB) | Spanyolország (ESP) |                                                                |
| Jimmy Butler Kevin Durant DeAndre Jordan Kyle Lowry Harrison Barnes DeMar DeRozan Kyrie Irving Klay Thompson DeMarcus Cousins Paul George Draymond Green Carmelo Anthony | Miloš Teodosić Marko Simonović Bogdan Bogdanović Stefan Marković Nikola Kalinić Nemanja Nedović Stefan Birčević Miroslav Raduljica Nikola Jokić Vladimir Štimac Stefan Jović Milan Mačvan | Pau Gasol Rudy Fernández Sergio Rodríguez Juan Carlos Navarro José Manuel Calderón Felipe Reyes Víctor Claver Willy Hernangómez Álex Abrines Sergio Llull Nikola Mirotić Ricky Rubio |                                                                |

### Női torna
| A 2016. évi nyári olimpiai játékok érmesei női kosárlabdában | A 2016. évi nyári olimpiai játékok érmesei női kosárlabdában | A 2016. évi nyári olimpiai játékok érmesei női kosárlabdában | A 2016. évi nyári olimpiai játékok érmesei női kosárlabdában |
| --- | --- | --- | ------------------------------------------------------------ |
| Arany | Ezüst | Bronz |                                                              |
| Egyesült Államok (USA) | Spanyolország (ESP) | Szerbia (SRB) |                                                              |
| Lindsay Whalen Seimone Augustus Sue Bird Maya Moore Angel McCoughtry Breanna Stewart Tamika Catchings Elena Delle Donne Diana Taurasi Sylvia Fowles Tina Charles Brittney Griner | Leticia Romero Laura Nicholls Silvia Domínguez Alba Torrens Laia Palau Marta Xargay Leonor Rodríguez Lucila Pascua Anna Cruz Laura Quevedo Laura Gil Astou Ndour | Tamara Radočaj Sonja Petrović Saša Čađo Sara Krnjić Nevena Jovanović Jelena Milovanović Dajana Butulija Dragana Stanković Aleksandra Crvendakić Milica Dabović Ana Dabović Danielle Page |                                                              |